# اینار فاگستاد
اِینار فاگستاد (انگلیسی: Einar Fagstad؛ ۳۰ اکتبر ۱۸۹۹ – ۱۹ فوریه ۱۹۶۱) هنرپیشه، خواننده، موسیقی‌دان و آهنگ‌ساز نروژی-سوئدی بود.